# Levante de Arube
Levante de Arube, também conhecido como motim de Arube  e Golpe de Arube,  foi uma tentativa de golpe militar organizada em 23-24 de março de 1974 por elementos descontentes do Exército de Uganda para depor o Presidente de Uganda Idi Amin. Liderados pelo brigadeiro Charles Arube, os golpistas pretendiam não apenas uma tomada do governo, mas também remover muitos soldados estrangeiros influentes do exército de Uganda. Embora os rebeldes tenham inicialmente obtido sucesso na captura de grande parte da capital ugandense, Campala, Arube foi morto por Amin enquanto tentava capturá-lo, resultando no colapso gradual do golpe. Com a ajuda de tropas leais de fora da capital, o presidente conseguiu reprimir o golpe após dois dias de combates pesados.
Após o golpe, o governo ugandense alegou que Arube havia cometido suicídio e iniciou um expurgo limitado de supostos dissidentes do exército. A maioria dos apoiadores e simpatizantes do golpe foi tratada com leniência, entretanto, já que sua causa era popular entre os militares. Consequentemente, Amin fez várias concessões, incluindo a libertação dos líderes golpistas sobreviventes, nomeando Mustafa Adrisi como o novo chefe do exército e reorganizando a impopular Polícia Militar para evitar outro levante. No entanto, a instabilidade continuou no exército de Uganda durante o resto de seu governo, e Amin enfrentou várias tentativas de golpe, bem como motins, até sua deposição em 1979.

### Obras citadas
- Avirgan, Tony; Honey, Martha (1983). War in Uganda: The Legacy of Idi Amin. Dar es Salaam: Tanzania Publishing House. ISBN 978-9976-1-0056-3
- Decalo, Samuel (2019). Psychoses Of Power: African Personal Dictatorships. [S.l.]: Routledge. ISBN 9781000308501
- Hansen, Holger Bernt (1977). Ethnicity and Military Rule in Uganda: a study of ethnicity as a political factor in Uganda, based on a discussion of political anthropology and the application of its results (PDF). Uppsala: Scandinavian Inst. of African Studies
- Hansen, Holger Bernt (2013). «Uganda in the 1970s: a decade of paradoxes and ambiguities». Journal of Eastern African Studies. 7 (1): 83–103. doi:10.1080/17531055.2012.755315
- Kasozi, A.B.K. (1994).  Nakanyike Musisi; James Mukooza Sejjengo, eds. Social Origins of Violence in Uganda, 1964–1985. Montreal; Quebec: McGill-Queen's University Press. ISBN 978-0-7735-1218-4
- Lowman, Thomas James (2020). Beyond Idi Amin: Causes and Drivers of Political Violence in Uganda, 1971-1979 (PDF) (PhD thesis). Durham University
- Nugent, Paul (2012) [1st pub. 2004]. Africa since Independence 2nd ed. London: Red Globe Press. ISBN 978-0-230-27288-0
- Omara-Otunnu, Amii (1987). Politics and the Military in Uganda, 1890–1985. London: Palgrave Macmillan. ISBN 978-1-349-18738-6
- Otunnu, Ogenga (2016). Crisis of Legitimacy and Political Violence in Uganda, 1890 to 1979. Chicago: Palgrave Macmillan. ISBN 978-3-319-33155-3